# Rusova Nouă
Rusova Nouă – wieś w Rumunii, w okręgu Caraș-Severin, w gminie Berliște. W 2011 roku liczyła 90 mieszkańców. 